# Ticonderoga
Ticonderoga, también conocida como Ticonderoga Flint, es una historieta argentina escrita por Héctor Germán Oesterheld y dibujada por Hugo Pratt y Gisela Dester entre 1957 y 1962, pasando por las revistas de Editorial Frontera Hora Cero Semanal y Hora Cero Extra, que en conjunto extenderían la publicación durante estos seis años.

## Sinopsis
La historia se ubica a mediados del siglo XVIII, en EE.UU, en tiempos del conflicto franco-británico previo a la independencia estadounidense, utilizando como ambiente montes, praderas, montañas y llanuras de Norteamérica, con la continua presencia de aborígenes norteamericanos como base de la historia, junto al ambiente perfectamente recreado por Hugo Pratt y su ayudante Gisela Dester. 
El protagonista de esta historia, Ticonderoga Flint, es un joven huérfano intrépido y fiel al rey de Inglaterra George II, quien, junto a su bravura y coraje, se convierte en una persona extraordinaria y sabia, pese a ser solo un adolescente, ante los ojos de Caleb Lee, un muchacho pelirrojo que decide ir a la guerra para obtener gloria y verse como un héroe en su pueblo y ante Shirley la chica que le gusta combatiendo a los franceses. Caleb, en el presente (año 1814) es un anciano agonizando que se encarga de contarle a sus nietas sus aventuras con Ticonderoga y Numokh "El-hombre-que-camina", un indio sabio, fuerte, valiente, justo, solitario y enigmático que se une al grupo sirviéndoles de guía y enseñándoles los misterios de la naturaleza.
La serie es una historia de iniciación, donde Caleb abandona su pueblo con el objetivo de conocer el mundo. Recurrentes son en la historia los conflictos entre Caleb y Ticonderoga (llamado entre ellos "Ticón") por el amor de alguna chica, las peleas a muerte con indios violentos, el pleito con animales salvajes, las batallas y espionajes contra los franceses. Numokh es continuamente el instructor que convertirá a Caleb Lee y a Ticón a en hombres:buscar huellas, pelear con fieras (pese a su amor por los animales), cazar sin hacer ruidos, ejercitar la puntería, ser buen centinela, dormir a la intemperie.Igual que en varias obras de Oesterheld (El Eternauta, Sherlock Time, Mort Cinder), la historia es vista desde la perspectiva de un testigo, acompañante y amigo del protagonista.
La primera parte de la historia se caracteriza por el conflicto bélico formal del ejército inglés contra los franceses, aliados de los indios hurones, hasta la batalla de Ticonderoga, en la que Caleb obtiene la gratificación de un general británico que lo llevará a la gloria y a la segura conquista de Shirley, pero debido a que prefería no volver a su vida aburrida (con gloria o no) en su pueblo natal, decide quedarse con Ticón y Numokh. Este último les revela que ha recibido una petición muy lejana "de espíritu en espíritu" de un amigo que vive en el oeste desconocido, y que le urge reunirse con él, sabiendo que deberá recorrer lugares inexplorados llenos de amenazas. Ticón y Caleb (llamado por Numokh Sakun-Ka "Cabeza dura") le dicen que lo acompañarán hasta el fin del mundo si es necesario. Y así continúa la historia de estos tres amigos, sin saber bien los dos muchachos el objetivo de Numokh, pero con la seguridad de todo un paraíso de aventuras y peligros en tierras nunca pisadas por ningún hombre blanco.